# Edoardo Kramer
Edoardo Kramer (agosto 1829 – 28 agosto 1869) è stato un politico italiano, deputato del Regno di Sardegna.

## Biografia
Figlio della patriota Teresa Berra e di Carlo Kramer, combatté nella seconda (1859) e nella terza guerra di indipendenza italiana (1866).
È stato deputato del Regno di Sardegna nel 1860, nella VII legislatura.
Morì il 28 agosto 1869.